# Guardia Sanframondi
Guardia Sanframondi är en ort och kommun i provinsen Benevento i regionen Kampanien i Italien. Kommunen hade 4 920 invånare (2017).